# Грецька вулиця (Мелітополь)
Грецька вулиця — вулиця у Мелітополі. Йде від вулиці Олександра Невського до вулиці Івана Богуна. Забудована приватними будинками.

## Назва
Вулиця названа на честь греків — народу, який брав активну участь в колонізації Таврії, — і в античні часи, і в XVIII-XIX століттях після приєднання Таврії до Російської імперії.

## Історія
Вулиця згадується як вулиця Пахомова 11 листопада 1970. Колись перед цим вулиця називалась Каспийским провулком.
2016 року в ході декомунізації вулиця перейменована в Грецьку.
7 квітня 2023 року, під час Російського вторгнення в Україну, російська окупаційна влада Мелітополя видала наказ про повернення вулиці імені Пахомова.